# Evangelische Pfarrkirche (Weingarten, Pfalz)
Die denkmalgeschützte Evangelische Pfarrkirche steht in der Ortsgemeinde Weingarten (Pfalz) (Verbandsgemeinde Lingenfeld) im Kreis Germersheim (Rheinland-Pfalz). Sie ist die Kirche der Protestantischen Kirchengemeinde Weingarten und gehört damit zum Kirchenbezirk Germersheim der Evangelischen Landeskirche der Pfalz. Das Gemeindebüro wird gemeinsam mit der Protestantischen Gemeinde Lustadt geführt.

## Beschreibung und Geschichte

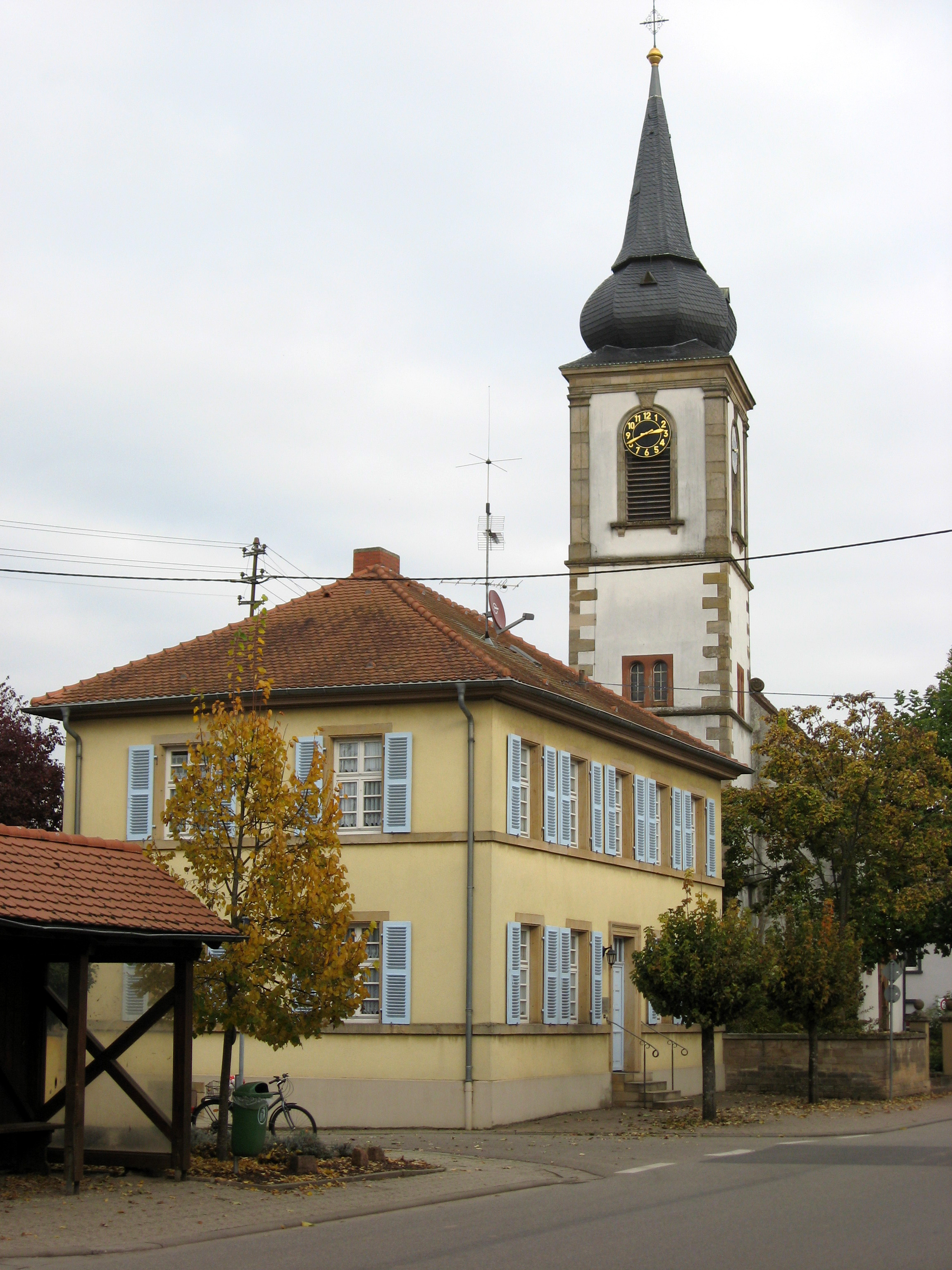
Blick auf den Kirchturm mit dem Pfarrhaus (vorne)

Der vorherige Kirchenbau stammt aus der ersten Hälfte des 16. Jahrhunderts. Im Jahr 1732 wurde der Kirchturm angebaut. In der ersten Hälfte des 18. Jahrhunderts erfolgte der Neubau der heutigen Saalkirche. 1877 wurde der Turm um ein Stockwerk erhöht, in welches drei neue Kirchenglocken eingebaut wurden. Die beiden größten Glocken mussten 1917 im Rahmen des Ersten Weltkriegs zur Gewinnung von Kriegsmaterial abgeliefert werden. Im Jahr 1827 konnten sie ersetzt werden, wurden jedoch für die deutsche Kriegsproduktion im Zweiten Weltkrieg 1942 erneut eingeschmolzen. Am 23. Mai 1945 wurde der Turm infolge eines Fliegerbombeneinschlags vollständig zerstört und die Kirche schwer beschädigt. Die verbliebene Glocke blieb erhalten. Der Wiederaufbau der Kirche erfolgte 1948. Die beiden eingeschmolzenen Glocken konnten 1954 ersetzt werden, 1960 kam eine vierte hinzu. 
Renovierungen des Kirchenbaus erfolgten 1971 und 1989. 
Die Mauer des Kirchhofs stammt aus dem 19. Jahrhundert.

## Orgel

### Heutige Orgel seit 1979
Die heutige Orgel wurde 1979 von Werner Owart gebaut. Sie hat 15 Register auf zwei Manualen und Pedal. Für das Gehäuse der Orgel wurden Teile der vorherigen Geib-Orgel wiederverwendet. 
Sie hat folgende Disposition:
| I Hauptwerk C–g3 |       |
| Principal        | 8′    |
| Gedeckt          | 8′    |
| Oktave           | 4′    |
| Blockflöte       | 2′    |
| Sesquialter II   |       |
| Mixtur V         | 1 ⁄3′ |

| II Hinterwerk C–g3 |    |
| Rohrflöte          | 8′ |
| Koppelflöte        | 4′ |
| Prinzipal          | 2′ |
| Scharff IV         | 1′ |
| Krummhorn          | 8′ |

| Pedal C–f1 |     |
| Subbass    | 16′ |
| Offenbass  | 8′  |
| Choralbass | 4′  |
| Posaune    | 8′  |

Die Spiel- und Registertraktur sind mechanisch. Bei der Windlade handelt es sich um eine Schleiflade. 
- Koppeln: II/I, I/P, II/P

### 1895–1979
Bei der vorherigen Orgel handelte es sich um eine 1894–95 von Walcker Orgelbau gebauten Orgel mit 13 Registern auf zwei Manualen und Pedal. Sie wurde vollständig in das Gehäuse der vorherigen Geib-Orgel eingebaut. Im Zweiten Weltkrieg wurde die Orgel beschädigt, konnte aber 1953 repariert werden. Oberlinger Orgelbau baute sie im Jahr 1961 unter Beratung von Adolf Graf um. Mit dem Ergebnis war man jedoch nicht zufrieden, sodass die kommende Ersetzung durch die heutige Orgel absehbar wurde.
Die ursprüngliche Disposition entsprach der Folgenden:
| I Manual C–f3  |       |
| Bourdon        | 16′   |
| Principal      | 8′    |
| Flöte          | 8′    |
| Viola di Gamba | 8′    |
| Octave         | 4′    |
| Rohrflöte      | 4′    |
| Mixtur III     | 2 ⁄3′ |

| II Manual C–f3   |    |
| Lieblich Gedeckt | 8′ |
| Salicional       | 8′ |
| Aeoline          | 8′ |
| Flauto Dolce     | 4′ |

| Pedal C–d1 |     |
| Subbass    | 16′ |
| Octavbass  | 8′  |

Die Spiel- und Registertraktur waren pneumatisch.

### 1821–1895
Die erste Orgel der heutigen Kirche baute Georg Geib 1819–1821, sie wurde zu Beginn des Jahres 1822 in Betrieb genommen. Auf einem Manual und Pedal verfügte sie über 13 Register sowie folgende Disposition: 
| I Manual C–f3  |    |
| Principal      | 8′ |
| Großgedackt    | 8′ |
| Flaut Travers  | 8′ |
| Viola di Gamba | 8′ |
| Kleingedackt   | 4′ |
| Salicional     | 4′ |
| Quint          | 3′ |
| Octav          | 2′ |
| Mixtur III     | 2′ |
| Vox Humana     | 8′ |

| Pedal C–c1   |     |
| Subbass      | 16′ |
| Violinbass   | 8′  |
| Posaunenbass | 8′  |

Sie verfügte über eine Pedalkoppel.